# Batalla de Miani
La batalla de Miani fou un combat decisiu lliurat al Sind en el que Sir Charles Napier va derrotar el 17 de febrer de 1843 l'exèrcit dels talpurs d'Hyderabad (Sind) i va annexionar el territori al domini britànic formant part de la presidència de Bombai.
Sir Charles Napier disposava de 2.800 homes ben entrenats i de 12 canons, mentre l'enemic disposava de 22.000 homes, tres quartes parts balutxis que dominaven la posició del riu Fuleli; el combat no va presentar problemes pels britànics que per la seva superioritat tecnològica i organitiva i per la seva disciplina va derrotar fàcilment als balutxis. Cinc mil enemics van morir o van quedar ferits i totes les municions, estendards i el campament foren presos amb considerables equipaments i materials. El 24 de març de 1843 Mir Sher Muhammad Khan Talpur va poder arribar a Hyderabad amb el seu exèrcit privat de vuit mil homes i va donar a Napier un ultimàtum per evacuar la fortalesa de Hyderabad que estava en el seu poder. Napier va respondre bombardejant les muralles de la ciutat i poc després Mir Sher Mohammed fou derrotat finalment a Dubbo (encara va dirigir una guerrilla durant deu anys abans de rendir-se a canvi de l'amnistia).